# Els cecs i l'elefant

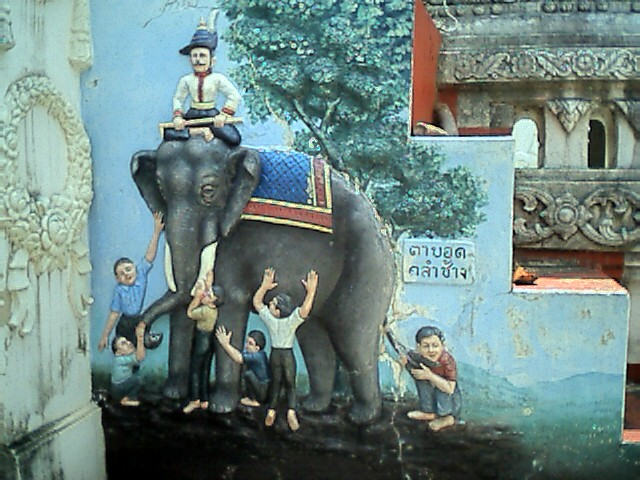
Els cecs i l'elefant
(relleu al nord-est de Tailàndia).

Els cecs i l'elefant és una paràbola de l'Índia, des d'on aconseguí una notable difusió. S'ha fet servir per il·lustrar la incapacitat de l'home per conèixer la totalitat de la realitat. En diferents moments s'ha utilitzat per expressar la relativitat, l'opacitat o la naturalesa inexpressable de la veritat, el comportament dels experts en camps on hi ha un dèficit o manca d'accés a la informació, la necessitat de comunicació i el respecte envers perspectives diferents.
És una paràbola que ha penetrat diverses tradicions religioses i és part del jainisme, budisme, sufisme i hinduisme. La narració és molt coneguda a Europa i Amèrica. Al segle xix el poeta John Godfrey Saxe va crear-ne la seva pròpia versió en forma de poema. Des d'aleshores, la narració ha estat publicada en nombrosos llibres per a adults i nens.

## Resum
En les diferents versions de la història, un grup d'homes cecs toquen el cos d'un elefant per comprendre com és. Cadascun d'ells en toca una part diferent, però només una part al capdavall. Després comparen llurs observacions i s'assabenten que no tenen res en comú.
Les narracions es diferencien bàsicament en com es descriuen les parts del cos de l'elefant, com esdevé de violent el conflicte i com és que (si s'aconsegueix) es resol el conflicte entre els homes i llurs diferents perspectives.

## Jainisme
Una versió jainista de la història diu que es va demanar a sis cecs que determinessin com era un elefant tocant-ne diferents parts del cos. L'home que en tocà la pota va dir que l'elefant era com un pilar. El que en tocà la cua digué que l'elefant era una corda, qui en tocà la trompa va dir que era com una branca d'un arbre, qui en tocà l'orella digué que era un com ventall, el del ventre com una paret, i el de l'ullal com un tub sòlid.
Un rei els explicà:
«Tots teniu raó. La raó per la qual cadascú diu coses diferents és que cadascú ha tocat una part diferent de l'elefant. Per tant, l'elefant té totes les característiques que heu mencionat.»
Això resol el conflicte, i es fa servir per il·lustrar el principi de viure en harmonia amb persones que tenen un sistema de creences diferents, i que la veritat es pot dir de diferents maneres (en les creences jainistes es diu que hi ha set versions). Això és conegut com el Siadvada, Anekantavada o la teoria de les múltiples prediccions.

## Budisme

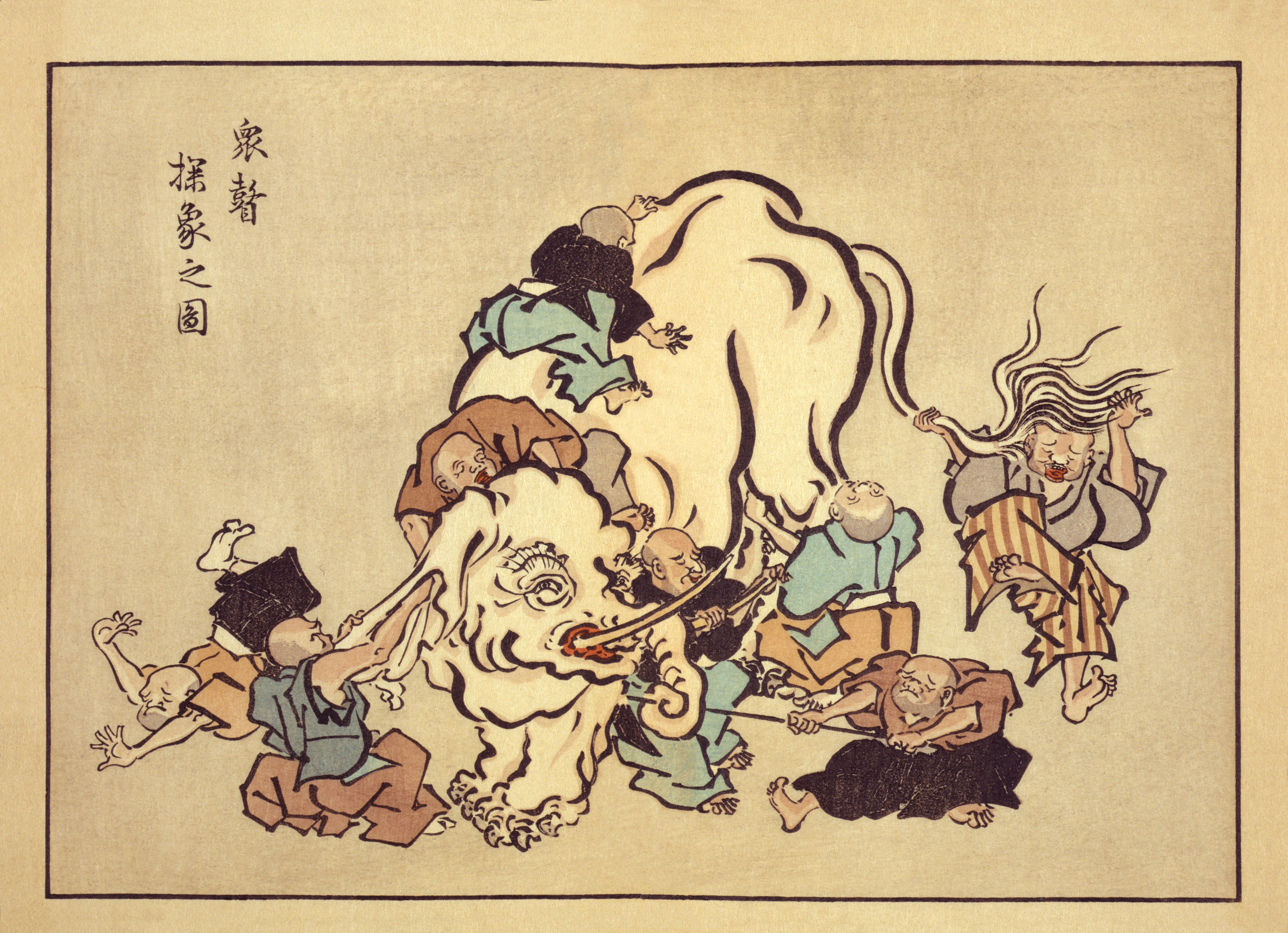
"Monjos cecs examinen un elefant", il·lustració ukiyo-e d'Hanabusa Itchō (1652–1724).

Dues vegades va fer servir Siddharta Gautama la paràbola dels cecs confosos. Al CAnki Sutta hi descriu una filera de cecs que s'han pres un de l'altre com un exemple d'aquells que segueixen un text antic que ha passat de generació en generació, com el cas dels Evangelis fent referència que els cecs guien els cecs. A l'Udana fa servir-hi la paràbola de l'elefant per descriure les lluites sectàries. Un rei reuneix diversos cecs de la capital al seu palau, els posa en presència d'un elefant i els demana que el descriguin:
«Després que cada cec va haver tocat una secció de l'elefant, el rei s'hi dirigí i li preguntà: 'Digueu-me, heu vist l'elefant? Digueu-me, quin tipus de cosa és un elefant?»
Els homes li expressen que l'elefant és com un gerro (el cec que examina el cap de l'elefant), un cistell (l'orella), un reixat (l'ullal), una arada (trompa), un graner (cos), una columna (pota), un mur (llom), una feina de paleta (cua) o un raspall (punta de la cua). Els homes no es posen d'acord i comencen a discutir sobre la pregunta 'a què s'assembla?', i el rei es diverteix amb la baralla. Buda acaba la història dels cecs comparant-los amb predicadors i estudiosos que són cecs i ignorants i tenen llurs propis punts de vista: Molt semblants són aquests predicadors i estudiosos que sostenen llurs diversos punts de vista mentre són cecs i no perceben el que els envolta... En llur ignorància ells són baralladors i discutidors per naturalesa, cadascun d'ells sosté una idea diferent de la realitat. Finalment Buda recita el següent vers:
«O com s'aferren i discuteixen, alguns que sostenen

ésser honorables predicadors i monjos!

per, discutir, cadascun s'aferra al seu punt de vista.

Aquesta mena d'homes només veuen un costat de les coses.»

## Hinduisme
Ramakrishna va fer servir la paràbola per desalentar el dogmatisme:
«Un grup de cecs s'apropen a un elefant. Algú els diu que era un elefant. Un cec va preguntar com és l'elefant, i ells començaren a tocar-ne el cos. Un d'ells va dir: és com un pilar. Aquest cec només n'havia tocat la pota. Un altre home digué que era com un cistell esfilagarsat. Aquesta persona només n'havia tocat les orelles. De manera anàloga, els que en tocaren la trompa o el ventre deien coses diferents. De la mateixa manera, el que ha vist Déu d'una manera particular limita Déu a aquesta manera de veure i pensa que no hi ha un altre mode de veure Déu.»